# QuickBooks
QuickBooks est un logiciel de comptabilité développé et commercialisé par Intuit s'adressant aux petites et moyennes entreprises. QuickBooks existe dans une version de bureau et dans une version Cloud appelée QuickBooks Online, accessible depuis un navigateur internet et dont les données sont stockées sur des serveurs aux Etats-Unis.

## Histoire
Le 22 septembre 2014, Intuit a annoncé la sortie de QuickBooks 2015 avec des nouvelles fonctionnalités. La version comprend un outil de suivi des revenus amélioré, des notes épinglées, un processus d'inscription amélioré et des informations sur la page d'accueil,.
En septembre 2015, Intuit publie QuickBooks 2016 qui contient plusieurs améliorations par rapport aux versions existantes et de nouvelles fonctionnalités telles que les transactions par lots, le suivi des factures, la prise en charge continue des imprimantes d'étiquettes et la suppression/annulation par lots des transactions.
En septembre 2016, Intuit sort QuickBooks 2017 avec plusieurs améliorations telles que les rapports automatisés, la recherche intelligente et l'affichage amélioré des filtres de rapport, entre autres.